# Claes Gustaf Rålamb (1786–1859)
Claes Gustaf Rålamb, född 22 januari 1786 i Norra Strö församling, Kristianstads län, död 15 maj 1859 i Stockholm, var en svensk friherre, militär och hovman.

## Biografi
Claes Gustaf Rålamb föddes 1786 på Strö i Norra Strö socken. Han var son till ryttmästaren friherre  Sigfrid Rålamb vid Livregementet till häst och friherrinnan Brita Christina Sack. Rålamb blev 1790 inskriven i krigstjänst och blev 24 november samma år kvartermästare vid Skånska linjedragonregementet. Han blev 29 november 1801 kornett vid regementet och 23 november 1807 löjtnant vid Skånska husarregementet. Därefter blev han stabsadjutant och ryttmästare i armén och 21 februari 1815 ryttmästare och regementskvartermästare vid Skånska husarregementet. Rålamb blev 7 oktober 1816 kammarherre, 23 maj 1819 adjutant hos kronprinsen, tilldelades 24 juni 1819 riddare av Svärdsorden och blev 24 februari 1824 major i armén.
Han tog 7 september 1824 avsked från regementet med tillstånd att stå kvar som major i armen och tog 29 maj 1844 avsked ur krigstjänst. Rålamb tilldelades 28 jnauari 1848 riddare av Carl XIII:s orden och 1854 Karl Johansmedaljen. Han avled 1859 i Stockholm och begravdes jämte sin fru i von Lantingshausenska graven i Västra Ryds kyrka.

### Familj
Rålamb gifte sig 20 november 1823 i Stockholm med friherrinnan Augusta Emerentia Charlotta von Lantingshausen (1796–1855), dotter till generalmajoren och överståthållaren greve Albrekt von Lantingshausen och grevinnan Johanna von Stockenström. De fick tillsammans barnen Christina Johanna Eva Emerentia Rålamb (1825–1901) som var gift med kabinettskammarherren friherre Axel Gabriel Leijonhufvud, underlöjtnanten Sigfrid Albrekt Rålamb (1826–1885), godsägaren Erik Axel Rålamb (1829–1908) och Claes August Rålamb (1834–1834).